# Qingyunpu
Qingyunpu är ett stadsdistrikt i Nanchang i Jiangxi-provinsen i södra Kina.